# Wojciech z Krowicy
Wojciech z Krowicy, Wojciech z Łaska, Krowicy i Smarszewa (zm. 1417).

## Życiorys
Wojciech z Krowicy był synem Michała z Krowicy. W 1398 roku został kasztelanem lądzkim. Z małżeństwa z Katarzyną, córką Jana z Gruszczyc (zm. 1424) miał czterech synów: Michała z Krowicy, Jana z Łaska, Mojka ze Śliwnik oraz Peregryna z Krowicy.
Michał i Peregryn zostali przeznaczeni do stanu duchownego, obaj rozwinęli kariery duchowne. Michał uczestniczył w soborze w Konstancji, Peregryn w soborze bazylejskim.
Wojciech jest uznawany przez historyków za założyciela domu Łaskich.